# Derick Heathcoat-Amory
 (octobre 2021).
Si vous disposez d'ouvrages ou d'articles de référence ou si vous connaissez des sites web de qualité traitant du thème abordé ici, merci de compléter l'article en donnant les références utiles à sa vérifiabilité et en les liant à la section « Notes et références ».
Derick Heathcoat-Amory (26 décembre 1899 – 20 janvier 1981), 1er vicomte Amory, homme politique britannique, est chancelier de l'Échiquier de 1958 à 1960 dans le gouvernement conservateur de Harold Macmillan.

## Biographie
Il entre en politique sur la scène nationale dès la fin de la Seconde Guerre mondiale, se faisant élire député conservateur de Tiverton en 1945. En 1951, il est nommé ministre des Pensions et Retraites puis est subséquemment ministre d'État du Commerce (1953-54) et ministre de l'Agriculture, des Pêches et de l'Approvisionnement alimentaire (1955-58).
En janvier 1958, il démissionne du poste de ses trois ministères simultanément lorsque Macmillan lui offre le poste de chancelier. Effacé et modéré, Amory n'effectue guère de changement en matière de stratégie économique. Il est créé vicomte d'Amory lors de sa retraite politique en 1960 puis est Haut-commissaire britannique au Canada de 1961 à 1963. 
Il est décédé le 20 janvier 1981. N'ayant pas de descendance, son titre de vicomte s'éteint, et son titre de baronnet passe à son jeune frère.